# ستان كيمب
ستان كيمب هو لاعب هوكي الجليد كندي، ولد في 2 مارس 1924 في هاميلتون في كندا، وتوفي في 15 أغسطس 1999.

## وصلات خارجية
- ستان كيمب على موقع دوري الهوكي الوطني (الإنجليزية)
- ستان كيمب على موقع قاعة مشاهير الهوكي (لاعب أن.إتش.أل) (الإنجليزية)
- ستان كيمب على موقع EliteProspects.com (الإنجليزية)
- ستان كيمب على موقع HockeyDB.com (الإنجليزية)
- ستان كيمب على موقع Hockey-Reference.com (الإنجليزية)